# 伯特·施奈德
伯特·施奈德（英語：Bert Schneider，1897年7月1日—1986年2月20日），生于美国俄亥俄州克利夫兰，加拿大男子拳击运动员。他曾代表加拿大参加1920年夏季奥林匹克运动会拳击比赛，获得一枚金牌。